# Wolfgang Pauli
 Ikke at forveksle med Wolfgang Paul.
Wolfgang Ernst Pauli (født 25. april 1900, død 15. december 1958) var en schweizisk/amerikansk teoretisk fysiker født i Østrig og en af pionererne indenfor kvantefysik. I 1945 modtog Pauli (efter Albert Einsteins nominering) Nobelprisen i fysik for sit "banebrydende bidrag med opdagelsen af en ny naturlov, nemlig Paulis udelukkelsesprincip." Opdagelsen involverede spinteori, som er grundlaget for teorien om fysisk stof og elementarpartikler.

## Biografi

### Tidlige år
Pauli blev født i Wien. Faderen var kemikeren Wolfgang Joseph Pauli (født Wolf Pascheles, 1869–1955), moderen var hans kone Bertha Camilla Schütz; hans søster var Hertha Pauli, forfatter og skuespiller. Paulis mellemnavn var til ære for hans bedstefar, fysikeren Ernst Mach. Paulis bedsteforældre på hans fars side var prominente jødiske familier fra Prag; hans oldefar var den jødiske forlægger Wolf Pascheles. Paulis far konverterede fra jødedommen til katolicismen kort før sit bryllup i 1899. Paulis mor, Bertha Schütz, var opdraget i sin mors romerskkatolske religion; hendes far var den jødiske forfatter Friedrich Schütz. Pauli blev opdraget i den romerskkatolske religion. Senere forlod Pauli og hans forældre den katolske kirke. Han blev betegnet som deist og mystiker.
Pauli gik på Döbling Gymnasium i Wien og tog eksamen med udmærkelse i 1918. Kun to måneder efter eksamen publicerede han sin første videnskabelige artikel. Den var om Einsteins generelle relativitetsteori. Pauli studerede på Ludwig-Maximilians-Universität i München med Arnold Sommerfeld som vejleder. Han modtog sin ph.d.-grad i juli 1921 for en afhandling om kvanteteorien for ioniseret diatomisk brint (H+2).
Sommerfeld bad Pauli skrive en artikel om relativitetsteorien til Encyklopädie der mathematischen Wissenschaften (Encyklopædi om de Matematiske Videnskaber). To måneder efter modtagelsen af doktorgraden blev Pauli færdig med artiklen på 237 sider. Artiklen modtog ros af Einstein og blev også udgivet som en monografi, der i dag er en standardreference om emnet.
Pauli arbejdede et år ved Göttingen Universitet som assistent for Max Born og året efter ved Københavns Universitets Institut for Teoretisk Fysik, som i 1965 blev til Niels Bohr Institutet. Fra 1923 til 1928 var han forelæser ved Hamburgs Universitet. Det var i denne periode, at Pauli blev en af de ledende forskere inden for udviklingen af den moderne kvantefysik, i særdeleshed Paulis udelukkelsesprincip og kvantefysisk-spinteori (dog uden hensyn til relativitetsteori).
I 1928 blev han udnævnt til professor i teoretisk fysik ved ETH Zürich i Schweiz, hvor han opnåede betydelige videnskabelige resultater. Han var besøgende professor ved Michigans Universitet i 1931 og ved Princeton Institute for Advanced Study i 1935. Han modtog den nederlandske Lorentz Medalje in 1931.
I slutningen af 1930 fik Pauli en personlig krise: kort efter hans forudsigelse af neutrinoerne og direkte efter hans skilsmisse og hans moders selvmord. Han konsulterede psykiateren og psykoterapeuten Carl Jung, der som Pauli boede i nærheden af Zürich. Jung begyndte med det samme at fortolke Paulis dybt arketypiske drømme, og Pauli blev en af dybdepsykologens bedste studenter. Han begyndte hurtigt at kritisere erkendelseteoretiske videnskabelige aspekter af Jungs teorier, og det bidrog til tydeliggørelse af særlige dele af Jungs tanker, især omkring synkronicitetsbegrebet. En stor del af disse samtaler er dokumenteret i breve mellem Jung og Pauli: Atom og Arketype. Jungs detaljerede analyse af over 400 af Paulis drømme findes i Psychology and Alchemy.
Tysklands anneksion af Østrig i 1938 gjorde Pauli til tysk statsborger, hvilket blev et problem for ham i 1939 efter udbruddet af anden verdenskrig. I 1940 prøvede han forgæves at opnå schweizisk statsborgerskab, hvilket ville have tilladt ham at blive ved ETH.
Pauli flyttede til USA i 1940, hvor han blev professor i teoretisk fysik ved Institute for Advanced Study. Efter krigen blev han naturaliseret statsborger i USA. Senere tog han tilbage til Zürich, hvor han tilbragte det meste af sine resterende år. I 1949 opnåede han schweizisk statsborgerskab.
Pauli blev tildelt Max Planck-medaljen i 1958. Samme år blev han syg med bugspytkirtelkræft. Da hans assistent, Charles Enz, besøgte ham i Rotkreuz-hospitalet i Zürich, spurgte Pauli ham: "Så du nummeret på værelset?" Det var nummer 137. Gennem hele sit liv havde Pauli været betaget af spørgsmålet om, hvorfor finstrukturkonstanten en helt fundamental kvantefysikkonstant har en værdi tæt på 1/137. Pauli døde i dette værelse 15. december 1958.

### Videnskabelig forskning
Pauli producerede en lang række vigtige bidrag som fysiker, især indenfor kvantefysik. Han offentliggjorte sjældent videnskabelige artikler, han foretrak lange korrespondancer med sine kollegaer og nære venner som Niels Bohr og Werner Heisenberg. Mange af hans ideer blev aldrig publiceret og fandtes kun i hans breve, som ofte blev kopieret og delt mellem modtagerne.
I 1924 foreslog Pauli et nyt frit kvantetal og frihedsgrad til at beskrive nukleare partikler. Kun to mulige værdier var lovlige, og dette skulle løse modstrid mellem observationer af molekylære spektre og den nye kvantefysikteori, som var under udvikling. Han formulerede Paulis udelukkelsesprincip, måske hans vigtigste opdagelse, som siger at mere end en elektron ikke kan eksistere i samme kvantetilstand. Tilstanden defineret med fire af de nye kvantetal, hver med kun to lovlige værdier. Ralph Kronig fandt på at kalde disse tal elektronspin. Året efter videreudviklede George Uhlenbeck og Samuel Goudsmit Paulis nye kvantetal til en teori om elektronspin.
I 1926, kort efter at Heisenberg publicerede den moderne matrixteori for kvantefysikken, lykkedes det Pauli at forudsige det observerede spektrum af brintatomet. Det var vigtigt for at sikre troværdigheden af Heisenbergs teori.
Pauli fandt 2 × 2 Pauli-matricer, der er nødvendige for at løse spinoperatorproblemer. Dermed blev en løsning fundet for spinteori dog uden at medtage effekter fra relativitetsteori. Dette resultat kan muligvis have påvirket Paul Dirac i hans opdagelse af Dirac-ligningen for elektroner inklusiv effekter fra relativitet. Dog har Dirac forklaret, at han selv fandt matricerne på det samme tidspunkt, uafhængigt af Pauli. Dirac fandt de større (4 × 4) spinmatricer, som er nødvendige for at inkludere relativitetsteori i kvantespinfysikken for fermioner.
Pauli studerede betahenfald i 1930. I et brev fra 4. december til Lise Meitner m.fl., der begynder, "Kære radioaktive damer og herrer", forudsiger han eksistensen af en hidtil ukendt neutral nuklearpartikel med en meget lille masse, mindre end 1% af en protons masse. Dette ville forklare det observerede kontinuerte spektrum af betahenfald. Enrico Fermi inkluderede i 1934 den nye partikel med navnet neutrino i sin teori for betahenfald. Neutrinoen blev først bekræftet med eksperimenter i 1956 af Frederick Reines og Clyde Cowan, to og et halvt år før Paulis død. Da Pauli modtog nyheden, svarede han med et telegram: "Tak for meddelelsen. Alting kommer til dem, der ved hvordan man venter. Pauli."
Han videreudviklede kvantespin-statistikteorien i 1940. Dermed blev det lagt fast, at kvantefysikken kræver, at alle fermioner altid har spintal, der er et heltal plus ½, hvorimod alle bosoner altid har hele tal som spintal.
Han publicerede en videnskabelig artikel i 1949 om "Pauli–Villars regularisation": Regularisation er en terminologi, der vedrører matematiske integraler, der ikke konvergerer og giver uendelige resultater. Regularisation er en teknik, der tillader at beregne ellers uendelige tal for målelige størrelser (masse, ladning, bølgefunktion), således at ligningerne bliver redefineret og giver resultater, der kan svare til eksperimentværdier. Renormalisation neutraliserer uendelighederne fra kvantefeltteorierne og er også en vigtig hjælp til beregninger af højere ordens korrektioner i perturbationsteori.
Pauli kritiserede ofte den nye version af den evolutionære biologi, og hans samtidige tilhængere gjorde opmærksom på forskellige muligheder for epigenisk arvelighed som understøttelse af hans argumenter.

### Karakter og omdømme
Pauli-effekten er opkaldt efter hans tilsyneladende mystiske evne til at forårsage beskadigelse af fysik laboratorieudstyr ved hans blotte tilstedeværelse i området. Pauli var godt klar over dette omdømme og var endda begejstret, når Pauli-effekten viste sig. Disse mærkelige hændelser passede med hans undersøgelser omkring parapsykologi og især hans samarbejde med C.G. Jung om Jungs synkronicitetsteori.
Pauli var kendt for at være en streng perfektionist, når det drejede sig om fysik, ikke alene for hans eget arbejde, men også om hans kollegaers arbejde. Han var kendt som "fysikkens samvittighed" af fysikerne og en kritisk autoritet for feltet. Han kunne være sønderlemmende i sin forkastelse af enhver teori, som han anså for mangelfuld, ofte med betegnelsen ganz falsch, fuldstændigt forkert.
Det var ikke hans hårdeste kritik. Den var reserveret to teorier eller teser præsenteret så uklart, at evaluering eller afprøvelse ikke var mulig, og dermed ikke rigtig videnskab selvom det gav sig ud for videnskab. Den slags var værre end forkert, fordi man ikke engang kunne bevise, at det var forkert. Hans berømte bemærkning om sådan en artikel var derfor: "It is not even wrong!", det er ikke engang forkert!
Hans angivelige bemærkning ved mødet med en anden fremtrædende fysiker, Paul Ehrenfest, viste den arrogante side af Pauli. De to mødtes ved en konference for første gang. Ehrenfest var vel bekendt med Paulis artikler og imponeret over dem. Efter nogle minutters samtale bemærkede Ehrenfest: "Jeg tror, jeg bryder mig mere om Deres encyklopædiartikel om relativitetsteori end Dem selv,". Hvortil Pauli fyrede tilbage: "Det er mærkeligt. For mig, hvad Dem angår, er det lige modsat." Den udveksling blev starten på et langvarigt venskab.
Et mere varmhjertet billede findes i en artikel on Dirac:
"Werner Heisenberg [i Physics and Beyond, 1971] husker en venlig diskussion mellem unge deltagere i Solvaykonferencen i 1927 om Einsteins og Plancks syn på religion. Pauli, Heisenberg og Dirac deltog i debatten. Dirac bidrog med en gribende og klar kritik af den politiske manipulation af religion, der blev højt anerkendt for sin tydelighed af Bohr, da Heisenberg senere fortalte ham om det. Blandt andet sagde Dirac: "Jeg kan ikke forstå, hvorfor vi spilder tid på at diskutere religion. Hvis vi er ærlige – og som videnskabsfolk er det netop vores pligt - kan vi ikke undgå at indrømme, at religion er en bunke falske udsagn, berøvet ethvert grundlag i realitet. Selve ideen om en gud er et produkt af menneskelig fantasi [...] jeg anerkender ikke nogen religiøse myter, fordi de modstrider hinanden. [...]" Heisenbergs syn var mere tolerant. Bortset fra nogle indledende bemærkninger havde Pauli ikke sagt noget. Men han endeligt blev spurgt om hans mening, svarede han spøgende: "Jeg tror at vores ven Dirac har en religion, og at det første bud i denne religion er 'Gud eksisterer ikke og Paul Dirac er hans profet'". Alle lo meget over det, også Dirac.
Mange af Paulis ideer blev aldrig offentliggjort og fandtes kun i breve. Pauli var måske ubekymret over, at meget af hans arbejde dermed forblev uanerkendt, men da det kom til Heisenbergs verdensberømte 1958-foredrag i Göttingen om deres fælles indsats for en samlet kvantefeltteori, hvor pressemeddelelsen kun kaldte Pauli "professor Heisenbergs assistent", blev Pauli fornærmet og langede ud efter Heisenbergs videnskabelige dygtighed. Det skadede forhold mellem de to og medførte, at Heisenberg negligerede Paulis begravelse, og at han i sin autobiografi skrev, at Paulis kritik var overspændt. Pauli blev valgt ind til Foreign Member of the Royal Society (ForMemRS) in 1953. I 1958 blev han udenlandsk medlem af Royal Netherlands Academy of Arts and Sciences.

### Privatliv
Paul forlod den katolske kirke i maj 1929. Samme år i december blev han gift med Käthe Margarethe Deppner. Det var et ulykkeligt ægteskab, der endte med skilsmisse i 1930 efter mindre end et år. Han blev gift igen i 1934 med Franziska Bertram (1901-1987). De fik ingen børn.